# Horst (Holstein)
Pour les articles homonymes, voir Horst (homonymie).
Horst (Holstein) est une commune allemande du Schleswig-Holstein, située dans l'arrondissement de Steinburg (Kreis Steinburg), à six kilomètres au nord-ouest de la ville d'Elmshorn. Elle est la commune la plus peuplée et le chef-lieu de l'Amt Horst-Herzhorn qui regroupe douze communes en tout.